# Alain Pointet
Alain Pointet (Neuilly-sur-Seine, 4 de febrero de 1957) es un deportista francés que compitió en vela en la clase Soling.
Ganó una medalla de oro en el Campeonato Mundial de Soling de 1990 y una medalla de oro en el Campeonato Europeo de Soling de 1990.

## Palmarés internacional
| \| Campeonato Mundial \| Campeonato Mundial \| Campeonato Mundial \| Campeonato Mundial \| \| Año \| Lugar \| Medalla \| Clase \| \| ------------------ \| ------------------------ \| ------------------ \| ------------------ \| \| 1990 \| Medemblik (Países Bajos) \| Medalla de oro \| Soling \| \| Campeonato Europeo \| \| \| \| \| Año \| Lugar \| Medalla \| Clase \| \| 1990 \| Prien (RFA) \| Medalla de oro \| Soling \| |                          |                |        |
| Campeonato Mundial |                          |                |        |
| Año | Lugar                    | Medalla        | Clase  |
| 1990 | Medemblik (Países Bajos) | Medalla de oro | Soling |
| Campeonato Europeo |                          |                |        |
| Año | Lugar                    | Medalla        | Clase  |
| 1990 | Prien (RFA)              | Medalla de oro | Soling |